# Shaposhnikovia electri
Shaposhnikovia electri (лат.) — вид вымерших равнокрылых насекомых, близкий к тлям, единственный в составе рода Shaposhnikovia и семейства Shaposhnikoviidae. Обнаружен в меловых отложениях России (Красноярский край, таймырский янтарь с полуострова Таймыр, Янтардах, Хетская формация, сантонский ярус, около 85 млн лет). Назван в честь советского и российского энтомолога, доктора биологических наук Георгия Христофоровича Шапошникова (1915—1997), крупного специалиста по тлям.

## Описание
Мелкого размера равнокрылые насекомые, сходные с тлями. Абдоминальные сегменты с микроскульптурой. Усики состоят из 7 сегментов. Вместе с семействами † Juraphididae, † Rasnitsynaphididae, † Palaeoaphididae, † Szelegiewicziidae образуют надсемейство Palaeoaphidoidea.